# Teatre del Renaixement

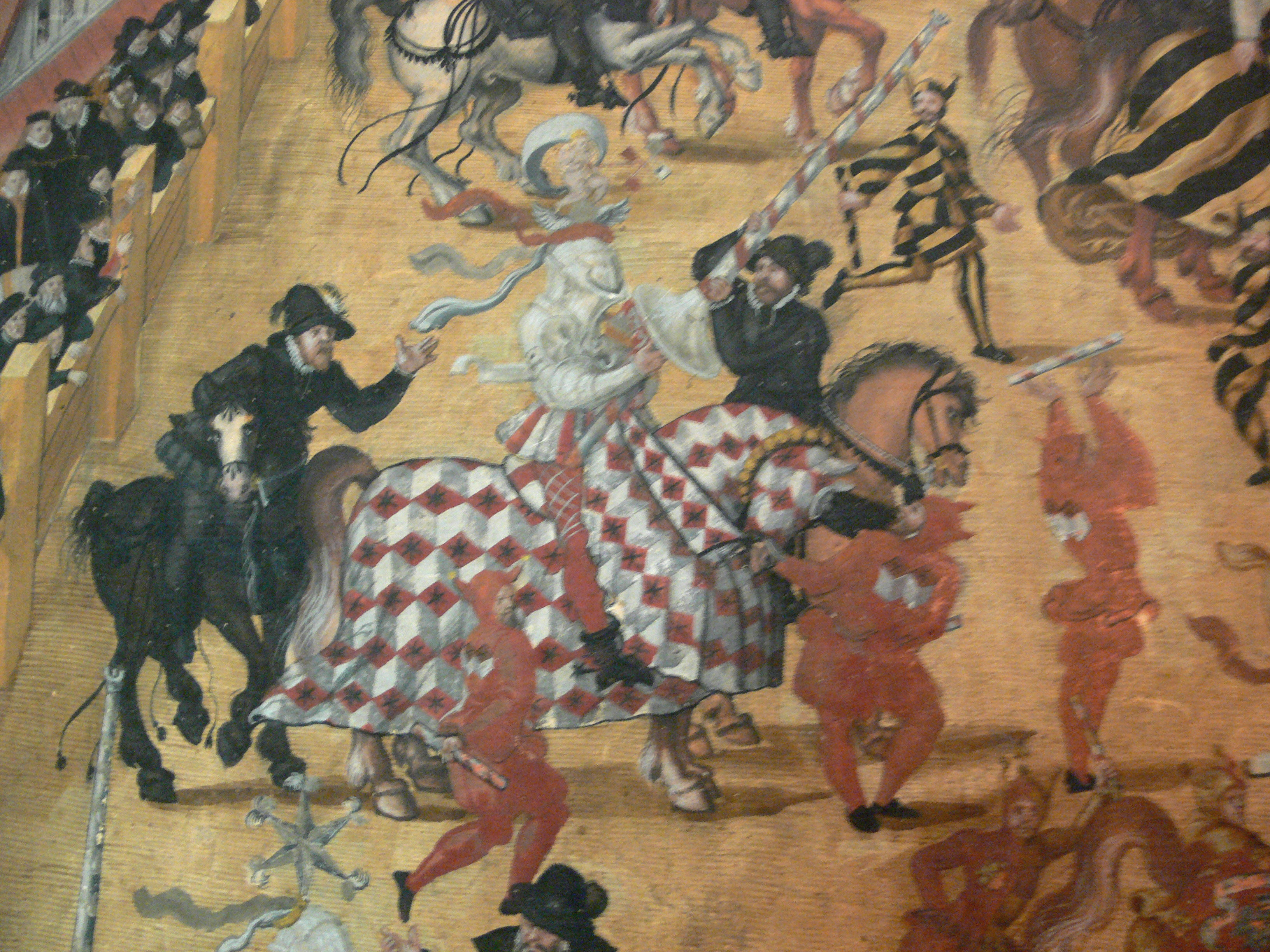
Espectacle teatral amb alguns actors vestits de dimonis

El teatre del Renaixement es va produir en un moment en què les ciutats creixen molt ràpidament i apareixen nous espectadors, com els artesans o els comerciants, que demanen un teatre de diversió, sense arguments doctrinals ni polítics. Aquest nou públic farà que les companyies no hagin de sortir de gira per mostrar els seus espectacles i possibilita la creació dels primers teatres permanents, els corrals de comèdies, construïts als patis interiors de les illes de cases. Així, les companyies ambulants poden estabilitzar-se en els nuclis urbans.

## Temes

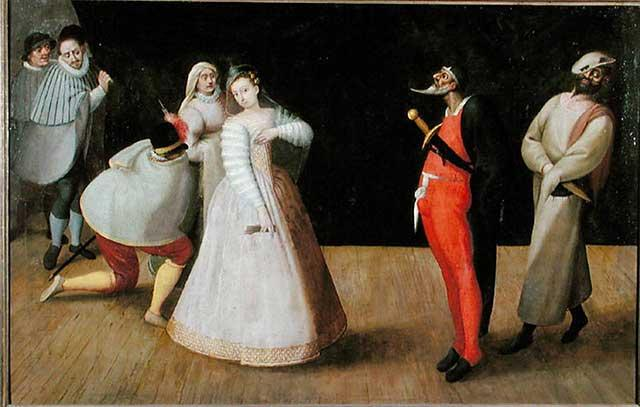
Companyia d'actors a l'època renaixentista

La Commedia dell'Arte és un dels gèneres més populars del Renaixement. Sorgeix al segle xvi i assoleix la seva màxima esplendor al XVIII. Són representacions que es basen en un guió, anomenat canovacci, però que tenen un cert marge d'improvisació. Presenten un seguit de personatges arquetípics, la majoria dels quals porten una màscara que facilita que el públic els identifiqui ràpidament. Aquest gènere és practicat per companyies ambulants d'actors professionals que habitualment posseeixen una gran habilitat interpretativa.
Cal assenyalar que en aquesta època existeix també un altre tipus de teatre, els autos sacramentals. Aquests són espectacles de gran sumptuositat que tenen lloc a la cort, però també es poden representar als carrers de la ciutat. Durant el Renaixement es conserven gairebé totes les formes teatrals que tenien lloc a l'edat mitjana. El Concili de Trento prohibirà les representacions dramàtiques dins els temples, fet que significarà un fort cop al teatre religiós català.
El segle xvii, conegut com el segle d'or espanyol, és un moment d'esplendor per al teatre espanyol. Un retorn a l'estudi dels clàssics, com Plaute o Terenci, el teatre es professionalitza de la mà de companyies de còmics ambulants. Aquestes no tenen un espai estable per representar les seves funcions, sinó que van de ciutat en ciutat interpretant comèdies, passos i peces dramàtiques molt breus.
Durant el Renaixement apareixen tres tipus de pràctiques escèniques: la cortesana, la populista i l'erudita.